# Sergio Petrelli
Sergio Petrelli (Ascoli Piceno, 27 luglio 1944) è un allenatore di calcio ed ex calciatore italiano, di ruolo difensore.

## Carriera

### Giocatore
Sergio Petrelli si mette in luce alla fine degli anni 1950 nella Del Duca Montedinove, squadra dilettantistica picena, che accede alle finali del campionato nazionale dilettanti che si svolsero a Torino nel 1960; in quell'occasione viene adocchiato da diverse squadre, ma è la Juventus ad aggiudicarsi le sue prestazioni. All'ombra della Mole compie tutta la trafila nelle giovanili, vincendo due campionati Juniores, poi, quando sembra prossimo al debutto in prima squadra, subisce un grave infortunio che lo porta, una volta ristabilito, in prestito alla Carrarese, in Serie C, nella stagione 1964-65 e l'anno successivo, sempre in prestito, passa al Pisa.
Nella stagione 1966-67 poi viene ceduto, ancora con la formula del prestito, all'Hellas Verona in Serie B, dove conquista la promozione nella massima serie. La società scaligera punta fortemente sul giovane difensore marchigiano, strappandolo alla Juventus con un'offerta importante in fase di risoluzione delle comproprietà.
In gialloblù, con Nils Liedholm allenatore, si mette in luce nel ruolo di terzino, tanto da essere messo in preallarme per i Mondiali di Messico '70 e attirare le attenzioni di club più blasonati, come la Roma, che lo acquista per la stagione 1969-70.
In maglia giallorossa vive le stagioni più travagliate della sua carriera, non sboccia mai il feeling con l'allenatore Helenio Herrera, di qui il passaggio sul l'altra sponda del Tevere, alla Lazio del presidente Umberto Lenzini e del tecnico Tommaso Maestrelli, entrando così a far parte di una squadra che entrerà nella leggenda.
Il primo anno lo vede conquistare faticosamente il posto da titolare, la stagione è però esaltante per la squadra: la neopromossa Lazio si gioca lo Scudetto fino all'ultima giornata che vede la Juventus avere la meglio, non senza polemiche, sul Milan e la stessa formazione romana. Ma l'appuntamento con la storia è solo rimandato: nella stagione 1973-74 la Lazio trionfa al termine di un campionato dominato, esaltandosi con le gesta di giocatori come Pulici, Wilson, Re Cecconi, Frustalupi e Chinaglia. Petrelli colleziona 22 presenze e 1 rete nel corso di quella annata e, come tutti gli altri componenti della rosa, entra a far parte di quell'aneddotica relativa alle imprese calcistiche ed extra di quel gruppo irripetibile; tra le varie si ricorda che prima del derby, alcuni tifosi romanisti andarono di fronte all'albergo dove alloggiavano i biancocelesti, e iniziarono a fare schiamazzi con l'intento di disturbare i giocatori avversari. Petrelli fu uno di quelli che, per scacciarli, sparò alcuni colpi di pistola contro i lampioni.

### Allenatore
Nel 1976 Petrelli lascia la Lazio, chiudendo la propria carriera calcistica in squadre minori come il Tortoreto e L'Aquila in veste di giocatore-allenatore, per poi ritrovarlo nel 1996 sulla panchina del Lampedusa.

## Palmarès

### Giocatore

#### Competizioni nazionali
- Trofeo Nazionale di Lega Armando Picchi: 1

Roma: 1971
- Campionato italiano: 1

Lazio: 1973-1974

#### Competizioni internazionali
- Coppa Anglo-Italiana: 1

Roma: 1972

#### Altre competizioni
- Campionato Under 23: 1

Lazio: 1973-1974